# Lista siturilor arheologice din județul Satu Mare - H
Lista siturilor arheologice din județul Satu Mare - H conține toate siturile arheologice din județul Satu Mare înscrise în Repertoriul Arheologic Național (RAN) și aflate în localități al căror nume începe cu litera H. RAN este administrat de Ministerul Culturii și Patrimoniului Național și cuprinde date științifice, cartografice, topografice, imagini și planuri, precum și orice alte informații privitoare la zonele cu potențial arheologic, studiate sau nu, încă existente sau dispărute.
Puteți căuta un sit din localitățile care încep cu litera H folosind formularul de mai jos sau puteți naviga prin toate siturile din județ la Lista siturilor arheologice din județul Satu Mare.
| Cod RAN                                | Denumire | Localitate                               | Adresă                                        | Datare                     | Descoperit | Coordonate                                    | Imagine           | Erori            |
| -------------------------------------- | --- | ---------------------------------------- | --------------------------------------------- | -------------------------- | ---------- | --------------------------------------------- | ----------------- | ---------------- |
| 137773.01.01                           | Situl arheologic de la Halmeu - "Vamă" / ansamblu anonim (Categorie: locuire civilă) (Tip: Așezare)                    | sat Halmeu, comuna Halmeu                | Vamă                                          | Tisa                       |            | 47°59′36″N 23°00′06″E / 47.99333°N 23.00167°E | Încărcați imagine | Raportați eroare |
| 137773.01.02                           | Situl arheologic de la Halmeu - "Vamă" / ansamblu anonim (Categorie: locuire civilă) (Tip: Așezare)                    | sat Halmeu, comuna Halmeu                | Vamă                                          | Suciu de Sus               |            | 47°59′36″N 23°00′06″E / 47.99333°N 23.00167°E | Încărcați imagine | Raportați eroare |
| 137853.01.01 (Cod LMI: SM-I-s-B-05184) | Câmpul de tumuli de la Hodod / ansamblu anonim (Categorie: descoperire funerară) (Tip: Tumuli)                         | sat Hodod, comuna Hodod                  |                                               |                            |            |                                               | Încărcați imagine | Raportați eroare |
| 137906.01                              | Așezarea Starcevo-Criș de la Homorodu de Mijloc / ansamblu anonim (Categorie: locuire civilă) (Tip: Așezare)           | sat Homorodu de Mijloc, comuna Homoroade | Drumul Chiliei                                | Starčevo - Criș - IIIB-IVA |            | 47°38′06″N 23°03′39″E / 47.635°N 23.06083°E   | Încărcați imagine | Raportați eroare |
| 137773.02.01                           | Situl arheologic de la Halmeu - "Kiraly Domb" / ansamblu anonim (Categorie: locuire) (Tip: Așezare)                    | sat Halmeu, comuna Halmeu                | Kiraly Domb I, Kiraly Domb II                 | Pișcolt - II - IIIA        |            | 47°59′40″N 23°00′20″E / 47.99445°N 23.00556°E | Încărcați imagine | Raportați eroare |
| 137773.02.02                           | Situl arheologic de la Halmeu - "Kiraly Domb" / ansamblu anonim (Categorie: locuire) (Tip: Așezare)                    | sat Halmeu, comuna Halmeu                | Kiraly Domb I, Kiraly Domb II                 | Suciu de Sus               |            | 47°59′40″N 23°00′20″E / 47.99445°N 23.00556°E | Încărcați imagine | Raportați eroare |
| 137773.02.03                           | Situl arheologic de la Halmeu - "Kiraly Domb" / ansamblu anonim (Categorie: locuire) (Tip: Așezare)                    | sat Halmeu, comuna Halmeu                | Kiraly Domb I, Kiraly Domb II                 | sec. XV-XVI                |            | 47°59′40″N 23°00′20″E / 47.99445°N 23.00556°E | Încărcați imagine | Raportați eroare |
| 137773.02.03                           | Situl arheologic de la Halmeu - "Kiraly Domb" / complex anonim (Categorie: locuire) (Tip: șanț de apărare)             | sat Halmeu, comuna Halmeu                | Kiraly Domb I, Kiraly Domb II                 |                            |            | 47°59′40″N 23°00′20″E / 47.99445°N 23.00556°E | Încărcați imagine | Raportați eroare |
| 137773.02.04                           | Situl arheologic de la Halmeu - "Kiraly Domb" / ansamblu anonim (Categorie: locuire) (Tip: Așezare)                    | sat Halmeu, comuna Halmeu                | Kiraly Domb I, Kiraly Domb II                 | Coțofeni                   |            | 47°59′40″N 23°00′20″E / 47.99445°N 23.00556°E | Încărcați imagine | Raportați eroare |
| 137853.02.01                           | Biserica reformată de la Hodod / ansamblu anonim (Categorie: structură de cult/religioasă) (Tip: Biserică)             | sat Hodod, comuna Hodod                  | Str. Principală 205, punct Biserica reformată | sec.XV                     |            |                                               | Încărcați imagine | Raportați eroare |
| 137933.01.01                           | Așezarea neolitică de la Homorodu de Sus- Ograda Borzului / ansamblu anonim (Categorie: locuire civilă) (Tip: Așezare) | sat Homorodu de Sus, comuna Homoroade    | Ograda Borzului                               | Starčevo - Criș            |            |                                               | Încărcați imagine | Raportați eroare |
| 137933.02.01                           | Așezarea eneolitică de la Homorodu de Sus- Luncă / ansamblu anonim (Categorie: locuire civilă) (Tip: Așezare)          | sat Homorodu de Sus, comuna Homoroade    | Luncă                                         | Tiszapolgár                |            |                                               | Încărcați imagine | Raportați eroare |
| 137345.01.01                           | Mormântul eneoltic de la Hotoan- La Pășune / ansamblu anonim (Categorie: descoperire funerară) (Tip: Mormânt)          | sat Hotoan, comuna Căuaș                 | La Pășune                                     | Tiszapolgár                |            |                                               | Încărcați imagine | Raportați eroare |
| 137345.02.01                           | Așezarea eneolitică de la Hotoan- La CAP / ansamblu anonim (Categorie: locuire civilă) (Tip: Așezare)                  | sat Hotoan, comuna Căuaș                 | La CAP                                        | Tiszapolgár                |            |                                               | Încărcați imagine | Raportați eroare |
| 137345.03                              | Situl arheologic de la Hotoan (Categorie: locuire civilă) (Tip: așezare)                                               | sat Hotoan, comuna Căuaș                 |                                               |                            |            |                                               | Încărcați imagine | Raportați eroare |
| 137345.03.01                           | Situl arheologic de la Hotoan / ansamblu anonim (Categorie: locuire civilă) (Tip: Așezare)                             | sat Hotoan, comuna Căuaș                 |                                               |                            |            |                                               | Încărcați imagine | Raportați eroare |
| 137345.03.02                           | Situl arheologic de la Hotoan / ansamblu anonim (Categorie: locuire civilă) (Tip: Mormânt)                             | sat Hotoan, comuna Căuaș                 |                                               | Bodrogkeresztur            |            |                                               | Încărcați imagine | Raportați eroare |
| 137853.06.01                           | Necropola tumulară de la Hodod- Halmok / ansamblu anonim (Categorie: descoperire funerară) (Tip: Necropolă tumulară)   | sat Hodod, comuna Hodod                  | Halmok                                        |                            |            | 47°25′00″N 23°00′00″E / 47.41667°N 23°E       | Încărcați imagine | Raportați eroare |